# Bauhinia viscidula
Bauhinia viscidula är en ärtväxtart som beskrevs av Hermann August Theodor Harms. Bauhinia viscidula ingår i släktet Bauhinia och familjen ärtväxter. Inga underarter finns listade i Catalogue of Life.